# Pădureni (Vaslui)
Pădureni é uma comuna romena localizada no distrito de Vaslui, na região de Moldávia. A comuna possui uma área de 88.72 km² e sua população era de 4298 habitantes segundo o censo de 2007.